# Shotgun (Yellow Claw)
Shotgun is een nummer van het Nederlandse dj-trio Yellow Claw uit 2013, ingezongen door de Nederlandse zangeres Rochelle Perts.
Het nummer werd een hit in Nederland en Vlaanderen, met een 10e positie in de Nederlandse Top 40 en een 20e positie in de Vlaamse Ultratop 50.